# Кудреватый, Михаил Георгиевич
Михаил Георгиевич Кудреватый (род. 9 февраля 1957 года, Ленинград, РСФСР, СССР) — советский и российский художник, член-корреспондент РАХ (2019).

## Биография
Родился 9 февраля 1957 года в Ленинграде, живёт и работает в Санкт-Петербурге.
В 1981 году — окончил мастерскую монументальной живописи Института живописи, скульптуры и архитектуры имени И. Е. Репина, где учился у А. А. Мыльникова, с 1982 по 1985 годы — проходил стажировку в творческой мастерской монументальной живописи Академии художеств СССР под руководством А. А. Мыльникова.
С 1983 года — ведет педагогическую деятельность: преподаватель, профессор кафедры рисунка Санкт-Петербургской академии художеств имени Ильи Репина.
С 1985 года — член Союза художников СССР, Союза художников России, с 2002 года — член Союза художников Южной Кореи.
В 2018 году — защитил кандидатскую диссертацию, тема: «Композиция в творчестве и преподавательской деятельности Е. Е. Моисеенко».
В 2019 году — избран членом-корреспондентом Российской академии художеств от Отделения живописи.

## Творческая деятельность
Основные произведения
- работы в области станкового искусства: «Степан Разин и княжна» (1989), «Декрет о мире» (1985), «Осенний мотив» (1986), «Новгородская семья» (2000), «Крещение» (2000), триптих «Ленинградский трамвай» (2005), триптих «Микеланджело» (2012), триптих «Ренессанс» (2013), «Цена искусства» (2018);
- работы в области монументального искусства: внутренние работы в Покровском соборе Великого Новгорода (1997—2000); наружные и внутренние росписи храма Рождества Христова на средней Рогатке в Санкт-Петербурге (1998—2003); росписи часовни во имя Святых Царственных Мучеников на Средней Рогатке в Санкт-Петербурге (2008); росписи часовни во имя Покрова Пресвятой Богородицы у станции метро «Звездная» Санкт-Петербурга (2013); росписи «Хождение по водам» и «Тайная Вечеря» в Федоровской церкви Александро-Невской Лавры в Санкт-Петербурге (2014—2015).

Автор научно-методических изданий по вопросам теории изобразительного искусства.
Основные научные труды: «Композиция. Путь к образу» (СПб., 2011, 2015); «Композиция. Композиционный метод А. А. Мыльникова» (СПб., 2019); «Композиция. Композиция в живописи В. М. Орешникова» (СПб., 2019); «Композиция. Ленинградская академическая школа. В. М. Орешников, Е. Е. Моисеенко, А. А. Мыльников» (СПб., 2020).
Произведения находятся в собраниях Мемориального музея военного и трудового подвига 1941—1945 годов (Саранск), Киргизского национального Музея изобразительных искусств имени Гапара Айтиева (Бишкек), Народного музея С. Есенина (Воронеж), Государственного музея политической истории России (Санкт-Петербург), Московского музея современного искусства, Музее провинции Сычуань (Чэнду: Китай), а также в частных собраниях России и за рубежом.
Персональные выставки: в Санкт-Петербургском доме учёных (1995), Международной академия наук высшей школы (Санкт-Петербург, 1997); Большом зал Союза художников (Санкт-Петербург, 2004); Галерее «Дер-Хорн» в городе Тайнань (Тайвань, 2005); Тициановском зале Научно-исследовательского музея Российской академии художеств (Санкт-Петербург, 2008); «Ступени» в Выставочных залах РАХ (Москва, 2016).
Участник благотворительного проекта «По Святым местам» Центра поддержки искусств и Санкт-Петербургской Епархии (с 2008); постоянный участник международного проекта «Путешествие во имя мира известных художников из разных стран» Шанхайской Организации Сотрудничества (с 2010).

## Награды
- Почётный профессор Нанкинского художественного института «Сяочжуан» (2011);
- Почётный профессор Цюнтайского университета (Хайкоу, Хайнань, КНР);
- диплом Лауреата VI Ленинградского смотра творчества под девизом «Молодость, мастерство, современность» (1987);
- благодарственная Грамота Архиепископа Новгородского и Старорусского Льва (2000);
- грамота в благодарность за усердные труды на благо Казанского кафедрального собора Санкт-Петербурга (2011);
- диплом лауреата премии «Выдающееся произведение» на международной выставке «Добрососедство», посвященной саммиту ШОС в Пекине (2012);
- диплом лауреата Международного конкурса творческих работ художников и ученых «Герценовский институт в сердце Петербурга» (2012);
- Почётный знак «Ардак» Киргизского национального музея имени Гапара Айтиева (2013);
- Почётное звание «Художник мира во всем мире» (2013);
- приз «Золотая Кисть» на международной выставке-конкурсе, посвященной 70 годовщине окончания Второй Мировой войны (Брюссель, 2015);
- благодарность Комитета по культуре Санкт-Петербурга за значительный вклад в развитие сферы культуры Санкт-Петербурга (2015);
- диплом лауреата в IV Всероссийского конкурса педагогического мастерства среди научно-педагогических работников образовательных организаций высшего образования (2020);
- диплом I место в международной выставке-конкурсе «Творческая весна» в номинации-живопись и рисунок (2020).

Награды РАХ
- Серебряная медаль РАХ (2017)